# 편의점을 털어라
《편의점을 털어라》는 tvN에서 방영된 대한민국의 버라이어티 프로그램이었다.

## 출연자
- 이수근
- 윤두준
- 강타
- 유재환
- 딘딘
- 박나래
- 토니안
- 혜린 (EXID)

### 이전 출연
- 웬디 (레드벨벳)